# Палаци Дјамантина (Ферара)
Палаци Дјамантина је насеље у Италији у округу Ферара, региону Емилија-Ромања.
Према процени из 2011. у насељу је живело 101 становника. Насеље се налази на надморској висини од 9 м.